# Xysmalobium woodii
Xysmalobium woodii är en oleanderväxtart som beskrevs av Nicholas Edward Brown. Xysmalobium woodii ingår i släktet Xysmalobium och familjen oleanderväxter. Inga underarter finns listade i Catalogue of Life.